# Windows Live Mesh
Windows Live Mesh (antigamente chamado Live Mesh) foi um sistema de sincronização da Microsoft que permitia que arquivos e pastas fossem compartilhadas e sincronizadas em vários dispositivos. O Windows Live Mesh consistia em um componente de software que quando instalado permitia essa sincronização.
O Windows Live Mesh foi descontinuado a 13 de Fevereiro de 2013 e não está disponivel no windows 10.